# Un voluntario realista
Un voluntario realista es el octavo volumen de la segunda serie de los Episodios Nacionales de Benito Pérez Galdós. escrito y publicado en 1878. 
No le gustó a José María Pereda, escritor y amigo del autor, que lo calificó de «“el más endiabladamente apasionado contra cosas y sentimientos” queridos por la parte “sana” del pueblo español».

## Ambientación y personajes
Dentro de los episodios nacionales de la segunda serie, en esta novela destacan ciertas novedades:
- Ni un ápice de la acción sucede en Madrid, sino que todo sucede en Cataluña, y en la Cataluña rural alrededor de Solsona.

La ciudad de Solsona, que ya no es obispado, ni plaza fuerte ni cosa que tal valga y hasta se ha olvidado de su escudo, consistente en cruz de oro, castillo y cardo de los mismos esmaltes sobre campo de gules, gozaba allá por los turbulentos principios de nuestro siglo la preeminencia de ser una de las más feas y tristes poblaciones de la cristiandad, a pesar de sus formidables muros, de sus nueve esbeltos torreones, de su castillo romano, indicador de gloriosísimo abolengo, y a pesar también de su catedral a que daban lustre cuatro dignidades, dos canonjías, doce raciones y veinticuatro beneficios. La que Ptolomeo llamó Setelsis, se ensoberbecía con la fábrica suntuosa de cuatro conventos que eran regocijo de las almas pías y un motivo de constante edificación para el vecindario. Este se elevaba a la babilónica cifra de 2.056 habitantes.
Capítulo I, Un voluntario realista (1878)

- El autor se adentra en el retrato de un convento de monjas, el convento de San Salomó de las dominicas de Solsona, todas de origen noble —«pues no podía convenir al decoro del reino de Dios que mancomunadamente con las hijas de marqueses y condes vivieran mujeres de baja estofa»—, con pinceladas poco edificantes sobre las enclaustradas y su régimen de vida.

Es probable que no reinara dentro de San Salomó la paz más perfecta, como acontece en los claustros donde se han relajado todas las reglas y sobre la fraternidad impera el egoísmo; pero también es probable que los solsoneses no supiesen nada de esto, porque entonces los conventos, si habían olvidado muchas cosas, aún sabían guardar a maravilla sus secretos.

Y sus secretos eran: que se permitían hacer vida separada, comiendo algunas en sus celdas y teniendo criadas para el servicio particular; que unas diez hermanas no se hablaban ni aun para saludarse, porque era evidente que si cambiaran dos palabras, de estas dos palabras había de nacer una docena de disputas; y finalmente, que algunas (afortunadamente eran las menos) se odiaban de todo corazón.
Capítulo I, Un voluntario realista (1878)

- Los dos personajes principales son nuevos, hacen su primera (y única) aparición en esta novela.
  - Pepet Armengol —alias Tilín—, al que vemos pasar de niño sumiso a sacristán entregado y a voluntario realista feroz y sanguinario.
  - Sor Teodora de Aransis y Peñafort, hermosa doncella que ha tomado el velo de monja dominica, algo fanática en materia de guerra y de defensa de la religión, y que Galdós nos presenta hablando así en el ámbito conventual:

El delicioso y fresco timbre de la voz, la gracia de la entonación y el festivo reír, indicaban claramente la persona por demás simpática de sor Teodora de Aransis.

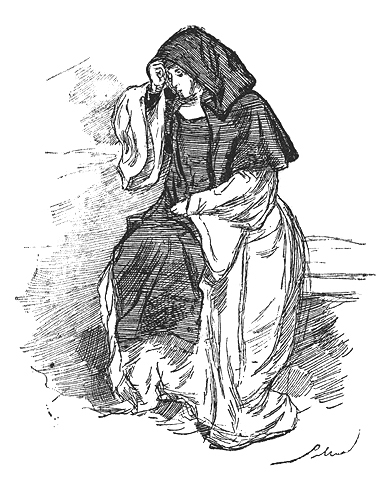
Sor Teodora de Aransis, personaje de Un voluntario realista, vista por Gómez Soler y Pellicer.

—Es lo que me quedaba que oír —añadió con desenvoltura—. ¡Que las sectas y el imperio de los malos puedan derribarse con oraciones! ¡Que una nación invadida por herejes sea limpia por rezos de monjas!... Decir eso es vivir en el limbo. Bueno es rezar; pero cuando el mal ha tomado proporciones y domina arriba y abajo, en el trono y en la plebe, ¿de qué valen los rezos?... ¿Por qué tantos ascos a la guerra? La guerra impulsada y sostenida por un fin santo es necesaria, y Dios mismo no la puede condenar. ¿Cómo ha de condenarla, si Él mismo ha puesto la espada en la mano de los hombres cuando ha sido menester? Nos asustamos de la guerra, y la vemos en toda la historia de nuestra fe, desde que hubo un pueblo elegido. ¿No peleó Josué, no peleó Matatías, gran sacerdote; no pelearon los Macabeos y el santo rey David? Bonito papel habría hecho San Fernando si en vez de arremeter espada en mano contra los moros, se hubiera puesto a rezar esperando vencerlos con rosarios. No es tan mala la guerra cuando un apóstol de Jesucristo se dignó tomar parte en ella con su manto de peregrino, caballero en un caballo blanco, repartiendo tajos y mandobles. La guerra contra infieles y herejes es santa y noble. ¡Benditos los que mueren en ella, que es como morir en olor de santidad! En el cielo hay un lugar placentero destinado a los valientes que han sucumbido peleando por Dios. 
Sor Teodora de Aransis se agitó hablando de este modo, y sus bellas facciones tenían el divino sello de la inspiración. Atendían a sus palabras con muestras de asentimiento Doña Josefina y la madre abadesa; pero la madre Montserrat, dirigiendo una mirada rencillosa a la audaz defensora de la fuerza, rumió estas palabras:
—Hermana Teodora de Aransis, usted es una niña.
—Tengo treinta y dos años —repuso con brío la de Aransis, sin dignarse mirar a su contrincante.

—Y yo tengo sesenta —afirmó esta—, yo he visto guerras, y usted no.
Capítulo V, Un voluntario realista (1878)

- Los protagonistas hasta ahora habituales no aparecen, y solo uno, Salvador Monsalud, figura disfrazado y con otro nombre. Sí aparece, tangencialmente y sin disfraz, su medio hermano y encarnizado enemigo, Carlos Navarro —alias ‘Garrote’—. No falta el acompañamiento de personajes menores, no ficticios sino históricos, como los guerrilleros y sublevados José Busoms —alias Jep dels Estanys—, Agustín Saperes —alias El Caragol—, Narcís Abrés —alias Pixola—, o la conspiradora Josefina de Comerford. Y terminando con la reacción militar conducida por el conde de España y con la presencia en Cataluña del propio Fernando VII acompañado de su ministro Calomarde.

## Trasfondo histórico
Galdós trata de novelar un extraño episodio revolucionario: la guerra de los Agraviados,. Estuvo centrada en Cataluña, en 1827, y fue corta, pues duró medio año, pero resultó relevante para entender el carlismo posterior y la subsiguientes guerras civiles entre españoles que suscita.
El historiador Modesto Lafuente reconococe lo enigmático de esa «revolución apóstolica», y el propio Galdós la declara «repugnante y oscura»:

Desde que los cocheros de Palacio, los marmitones, los lacayos y algunos soldados vendidos a los palaciegos inauguraron el 19 de marzo de 1808 en Aranjuez la serie de bajas rapsodias revolucionarias que componen nuestra epopeya motinesca, el más repugnante movimiento ha sido la sublevación apostólica de 1827. Es, además de repugnante, oscuro, porque su origen, como el de los monstruos que degradan con su fealdad a la raza humana, no tuvo nunca explicación cabal y satisfactoria. Acabó misteriosamente, lo mismo que había empezado, como esas tragedias reales en que, por una secreta confabulación de testigos, asesinos y jueces, queda todo indeterminado y confuso, no existiendo la evidencia más que en la muerte de la víctima... No hubo lógica ni plan en la sublevación, como no hubo justicia en los castigos. Creeríase que eran autores de aquella intriga sangrienta los mismos contra quienes parecía dirigida, y que la propia mano herida por el filo, acariciaba la empuñadura de aquella espada que se forjó en las agrestes ferrerías de las montañas catalanas y se templó en los conventos.
Capítulo XXV, Un voluntario realista (1878)

Y en otro lugar de la novela enuncia Galdós la curiosa paradoja de este levantamiento:

Pero los conspiradores lograron sobornar a algunos [oficiales] y a casi todos los sargentos del regimiento de la Reina, empleando entre otros argumentos el de que la Junta de Cataluña tenía poderes secretos del rey para sublevarse contra el rey mismo. Al leer esta pestilente página de nuestra historia, se siente viva lástima de un soberano contra quien se sublevaba una parte del reino, tomando su nombre. Pero la doblez ya proverbial del hijo de Carlos IV autorizaba este procedimiento.
Capítulo XIV, Un voluntario realista (1878)